# Miloslav Cicvárek
Miloslav Cicvárek (1. října 1927 Písek – 15. července 2007 České Budějovice) byl český malíř, grafik, sochař a restaurátor.

## Život
Miloslav Cicvárek se narodil 1. října 1927 v Písku. K malířství dospěl soukromým studiem. Vystudoval reálné gymnázium v Písku, kde pod vedením profesora Jaroslava Divíška získal vědomosti o umění. Od roku 1959 pak svoje práce vystavoval. Na jeho umělecké cítění měla vliv Skupina 42, jejíž výstavu absolvoval v Praze už v roce 1943. O rok později ho oslovilo dílo Jana Zrzavého a Kamila Lhotáka. Oba malíři ovlivnili jeho prvopočáteční tvorbu. Na počátku 50. let vytvářel jednoduše komponovaná zátiší i jednoduchá kompoziční schémata a krajinářské motivy. Používal vlastní výrazové techniky a barevnost. Na přelomu 50. a 60. let byl charakteristický smyslovostí a konkrétním racionalismem. V roce 1959 se stal členem Svazu jihočeských výtvarných umělců. Dále byl součástí skupiny výtvarníků Skupina 62, která vystavovala v Domě umění v Českých Budějovicích v roce 1962. Období Moderního realismu začalo v roce 1967. V roce 1968 uspořádal první samostatnou výstavu s názvem Obraz, diagramy v Galerii Lidové demokracie v Praze a získal 1. cenu Joana Miró v Barceloně. Vytvářel vlastní optický prostor kresby zvané monotyp. Po Pražském jaru přestal téměř na osm let vystavovat a v letech 1975 až 1982 se nevěnoval malířství vůbec. Na místo toho restauroval. Od roku 1995 byl členem vídeňské skupiny Gesellschaft bildender Künstler Österreichs. Miloslav Cicvárek zemřel 15. července 2007 v Českých Budějovicích.

## Dílo
Tvorbu Miloslava Cicvárka můžeme rozložit do třech linií, jejichž pojítkem byla výrazná barevnost. Během 50. – 60. let 20. století, tzv. období jednoduché abstrakce, se zabýval převážně figurální a žánrovou malbou a krajinomalbou. Tvořil jednoduše komponovaná zátiší a používal vlastní výrazové techniky i kolorit. Měl smysl pro rytmické členění plochy a zároveň schopnost metodické organizace prvků dle geometrické osnovy. Jeho první velké dílo, olejomalba na plátně zvaná Panorama města Písek s Kamenným mostem, kostelem Narození Panny Marie a přemyslovským hradem, vzniklo v roce 1949. Počátkem 60. let v jeho tvorbě převládala jednoduchá kompozice s výraznou a silnou obrysovou konturou. Objekty i figury vytvořené v jednoduchých geometrických zkratkách. Známé jsou obrazy Matka s dítětem (1960), Hřbitov v horách (1960), Pasáž (1960), Noc (1961), Žena (1962), Krajina (1962). Přelom 50. a 60. let, tzv. období geometrické abstrakce, se vyznačoval racionálním postojem a smyslovostí tvůrce. Témata přecházejí z interiéru do exteriéru městské periférie. Geometrický projev podtrhovala autorova vizuální citlivost. Obrazy tvořily jednoduchou osnovu složenou z vertikál a horizontál často kombinovaných s kruhem např. Sloup se světlem (1963), Kruhy I-V (1964–1967), Diagram I-III (1965). V první polovině 70. letech malíř vytvořil svoji novou koncepci a nový pohled na umění i realitu. Snažil se o překonání dvojrozměrnosti obrazu pomocí vrstvení objektů, ploch a barev. Materiálová struktura jeho obrazů byla dominantní, tvorba se stala hrou a jejím hlavním tématem byl motiv lidské figury, který otvírá nový prostor v novém čase. Tak vzniklo i třetí období nové figurace a realismu pop-art, obrazy s gestem. Do této skupiny patří například Hlavy (1970), Objekty (1970–1995), Malováno přes rám. Asi od roku 1975 Miloslav Cicvárek netvořil. Po roce 1980 oživil princip multiplikace sérií ženských portrétů a figur a znovu navštívil Francii, která ho inspirovala k tvorbě Pařížského cyklu (1981), Červeného cyklu (1995–1998), figurálního cyklu Malíř a model (1990–1993) a cyklu Pocty (1994–2001). Poslední tvůrčí etapu reprezentuje cyklus Šedá v šedé (2001–2002).

### Autorské výstavy
- 1965 Grafika 65, Prácheňské muzeum, Písek
- 1968 Obrazy, diagramy, Galerie Lidové demokracie, Praha
- 1973 Obrazy a objekty, Galerie Jaroslava Krále, Brno
- 1978 Miloslav Cicvárek, Výstavní síň Krajského střediska památkové péče a ochrany přírody, České Budějovice
- 1981 Miloslav Cicvárek, zámek Nové Hrady, Nové Hrady
- 1983 Obrazy / objekty, Bechyňská brána, Tábor
- 1988 Obrázky z Paříže, Výstavní síň Krajského střediska památkové péče a ochrany přírody, České Budějovice
- 1991 Malá provozní inventura, Dům kultury ROH, České Budějovice
- 1997 Obrazy a objekty, Galerie Maecenas, Plzeň
- 1997 Kresby, obrazy, objekty Městská galerie Art Club, Týn nad Vltavou
- 2000 Miloslav Cicvárek, Künstlerhaus Wien, Vídeň
- 2000 Červené výstavy Miloslava Cicvárka, Galerie Nová síň, Praha
- 2001 Červená výstava, Galerie G, Olomouc
- 2002 Miloslav Cicvárek, Wortnerův dům, České Budějovice
- 2002 Les hommages, Galerie Fronta, Praha
- 2005 Obrazy nejen z Červeného cyklu, Galerie La Femme, Praha

### Galerie

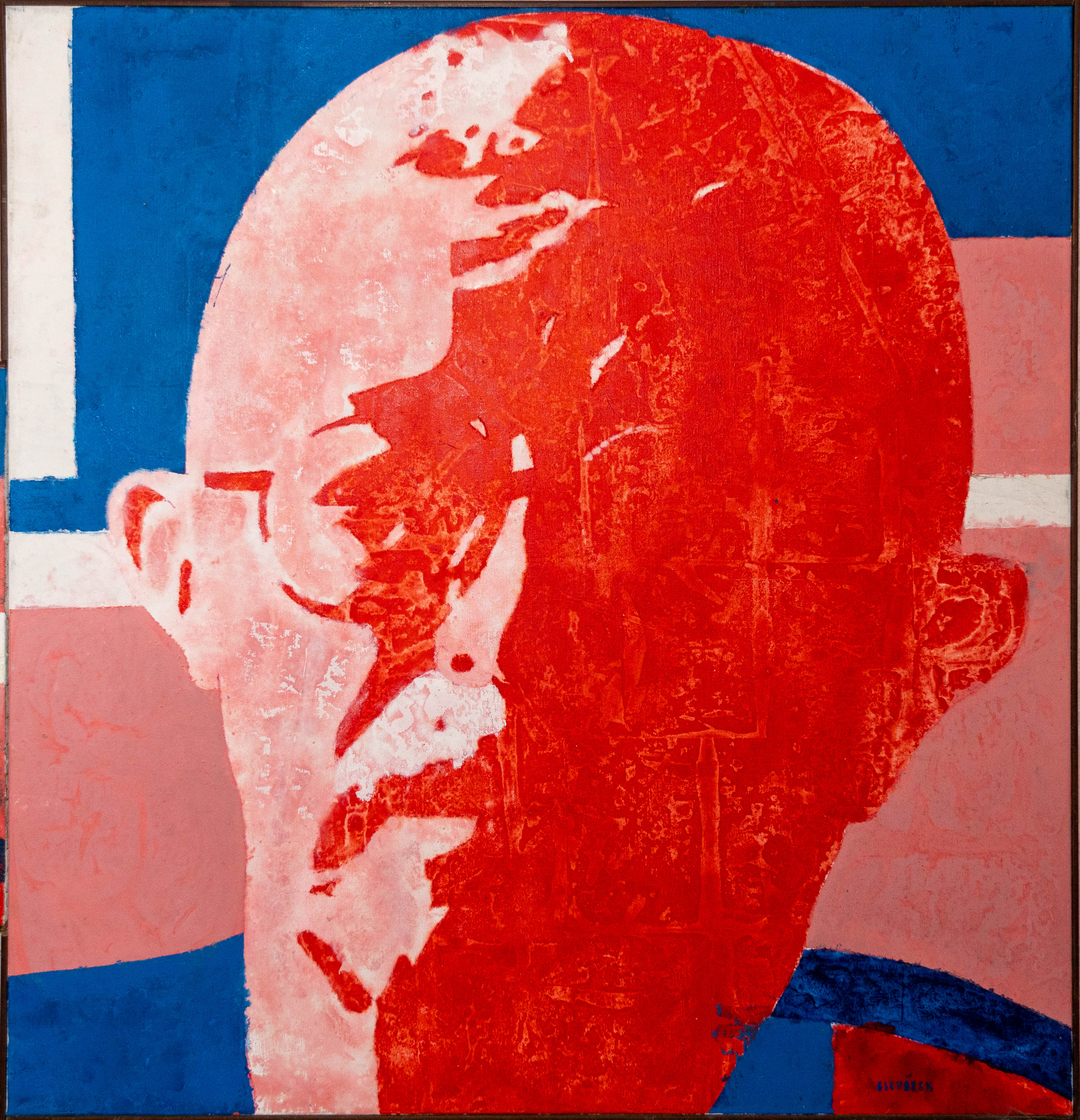
Autoportrét
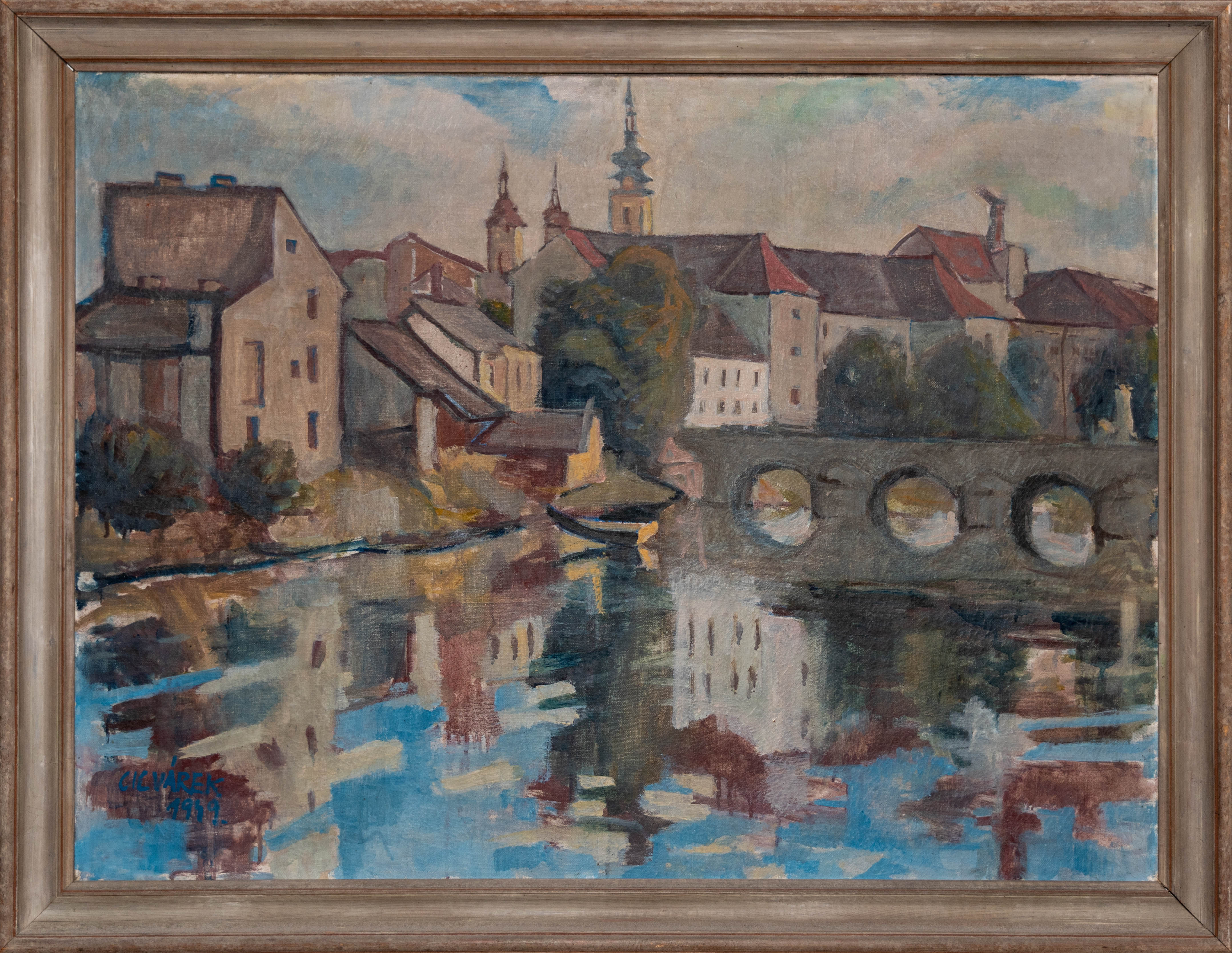
Kamenný most v Písku
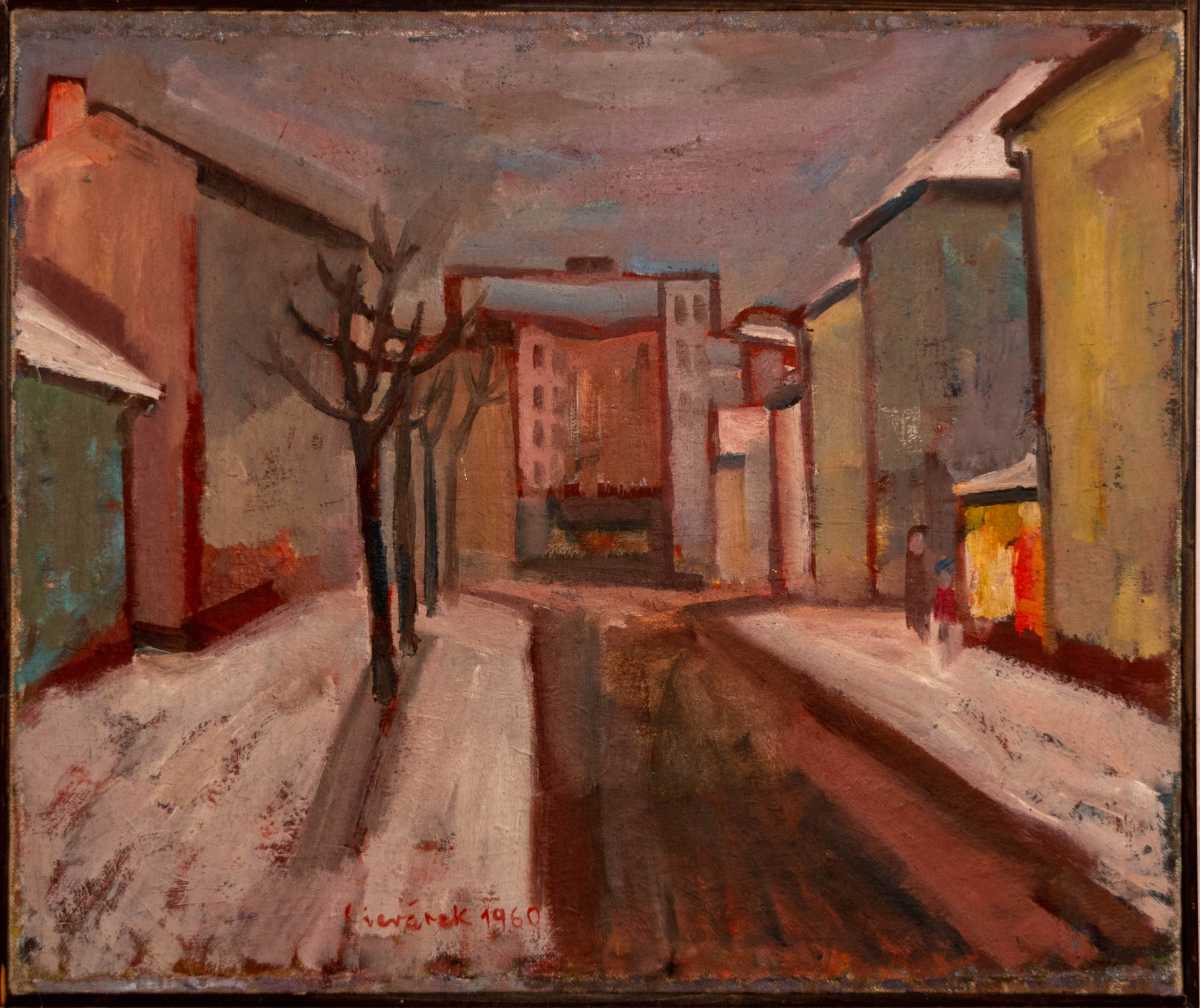
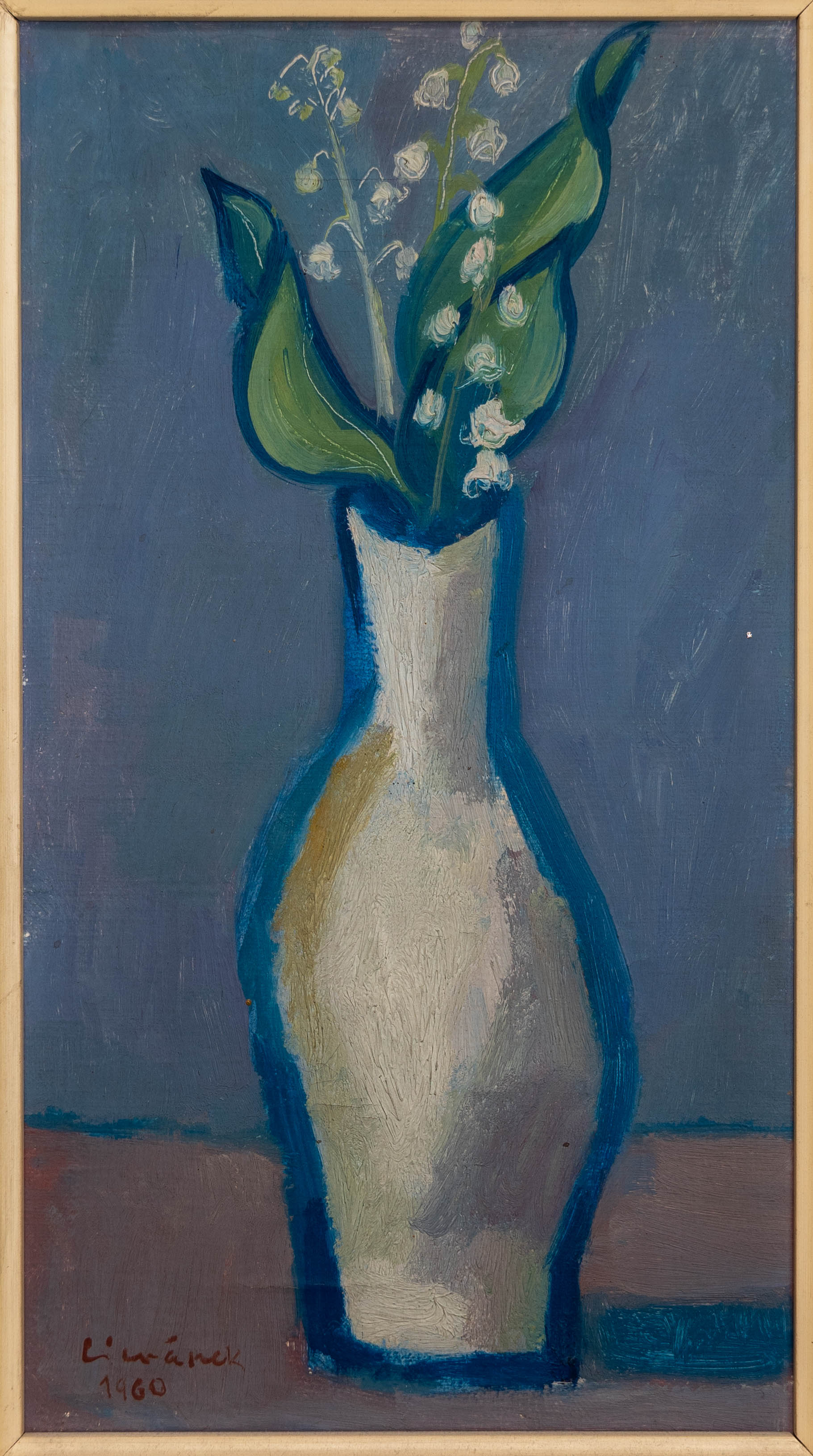
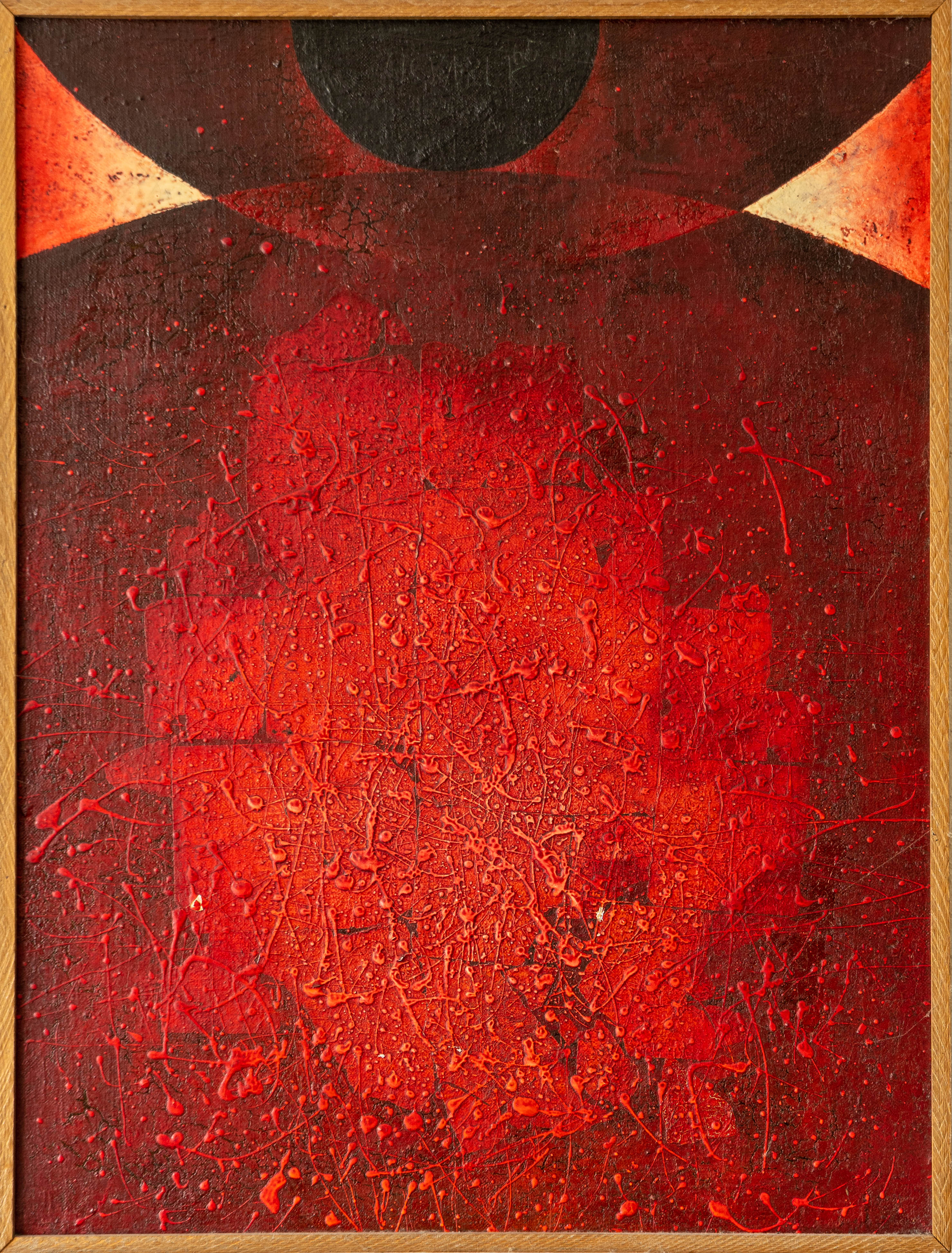
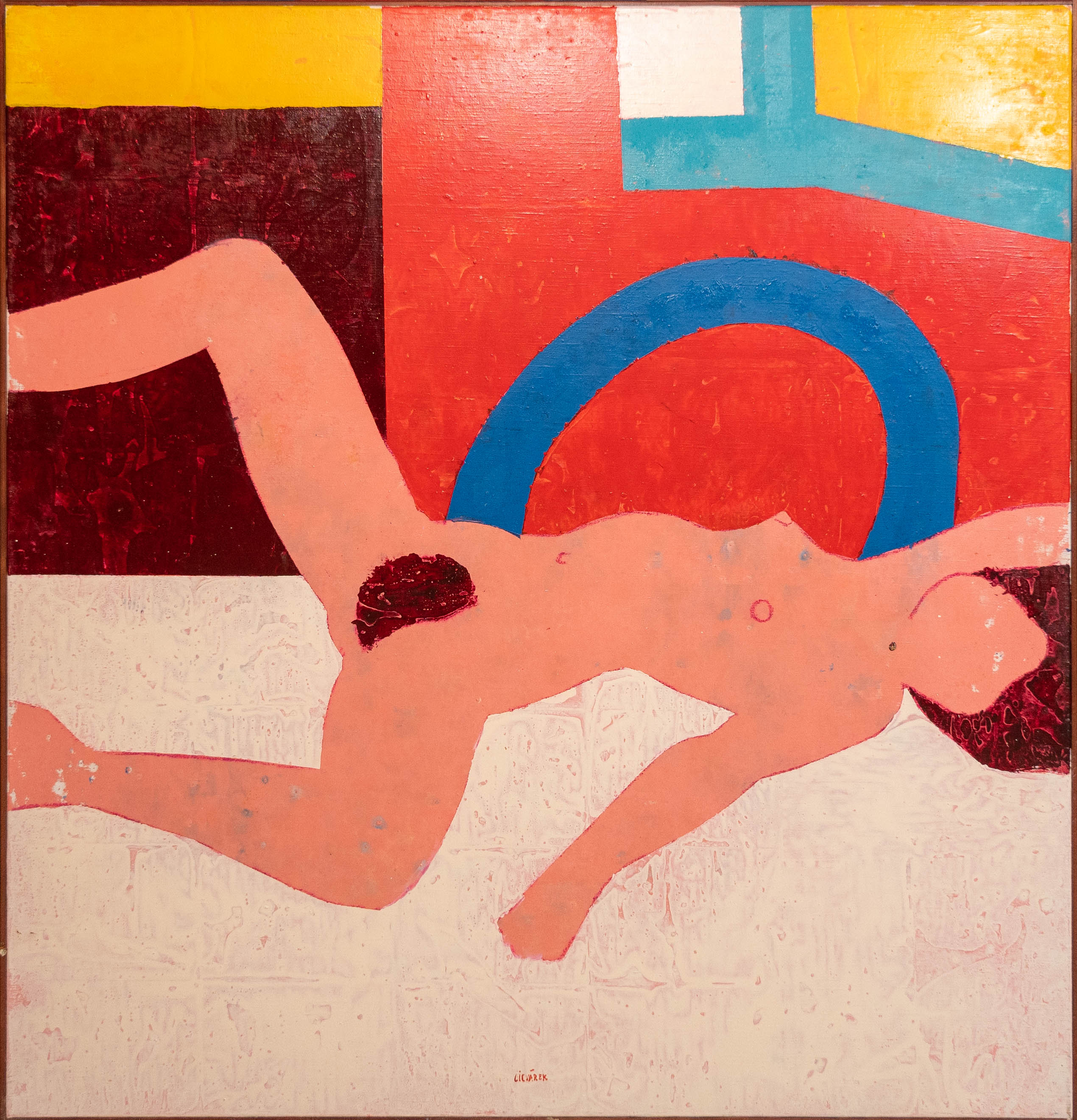
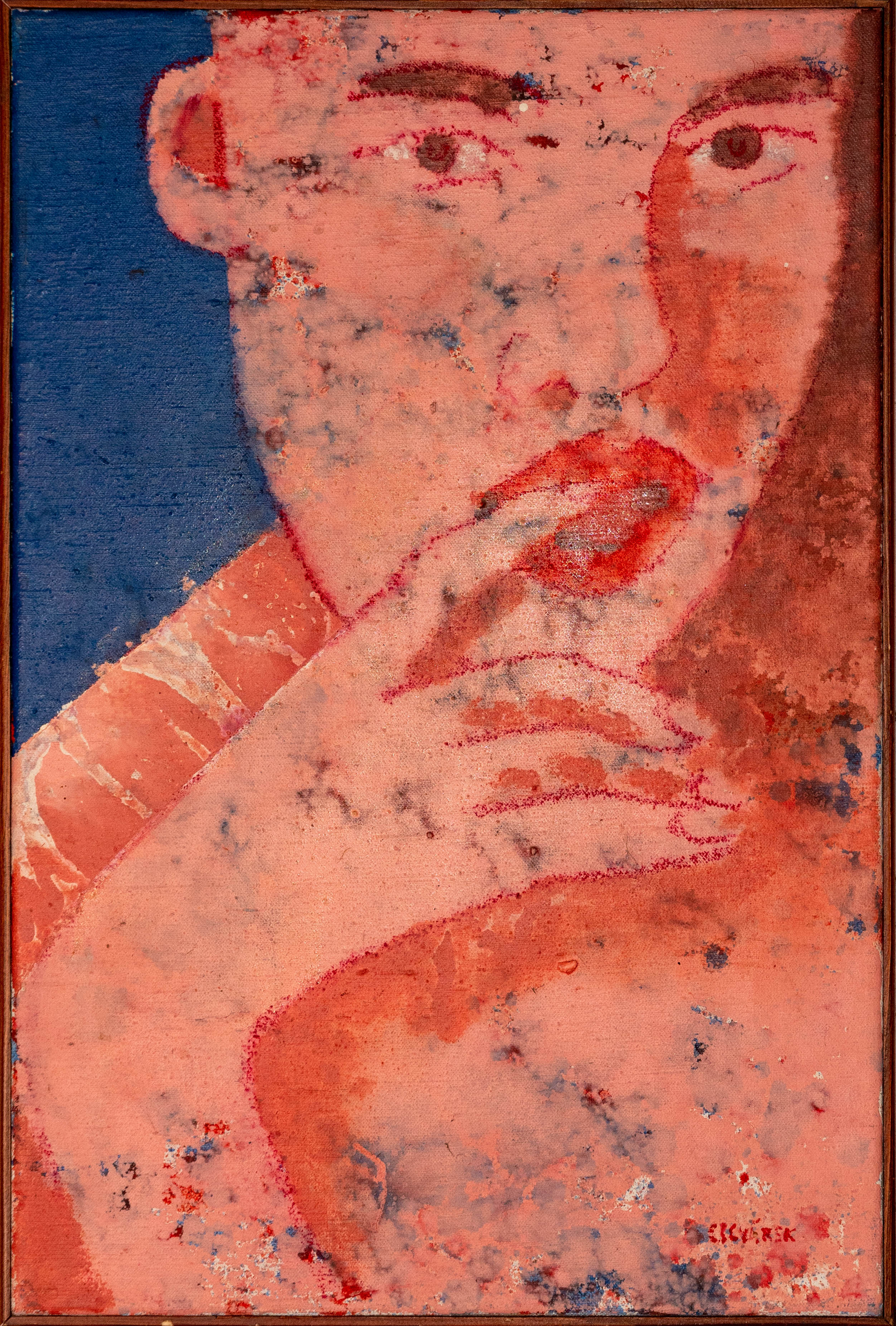
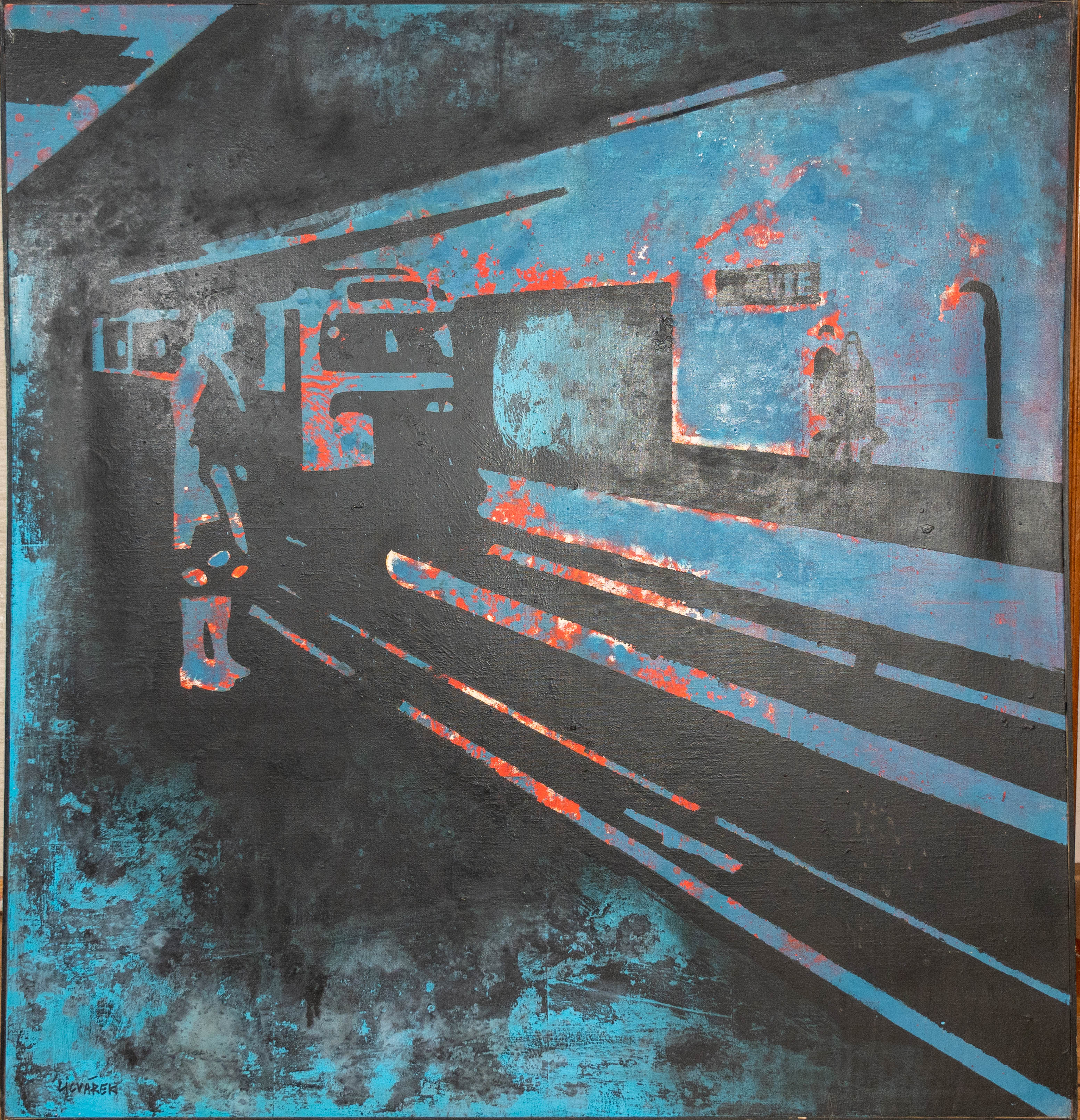
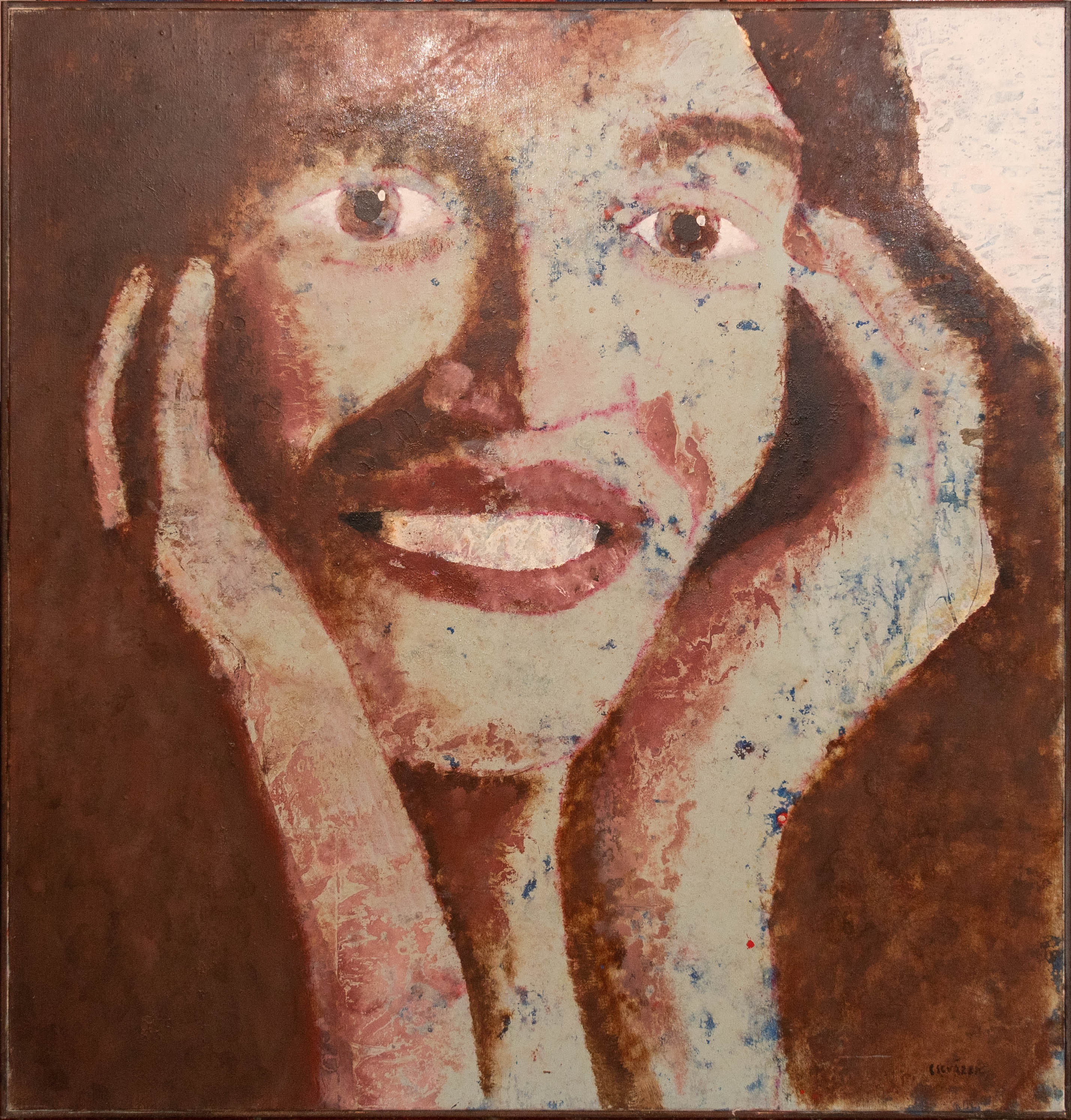
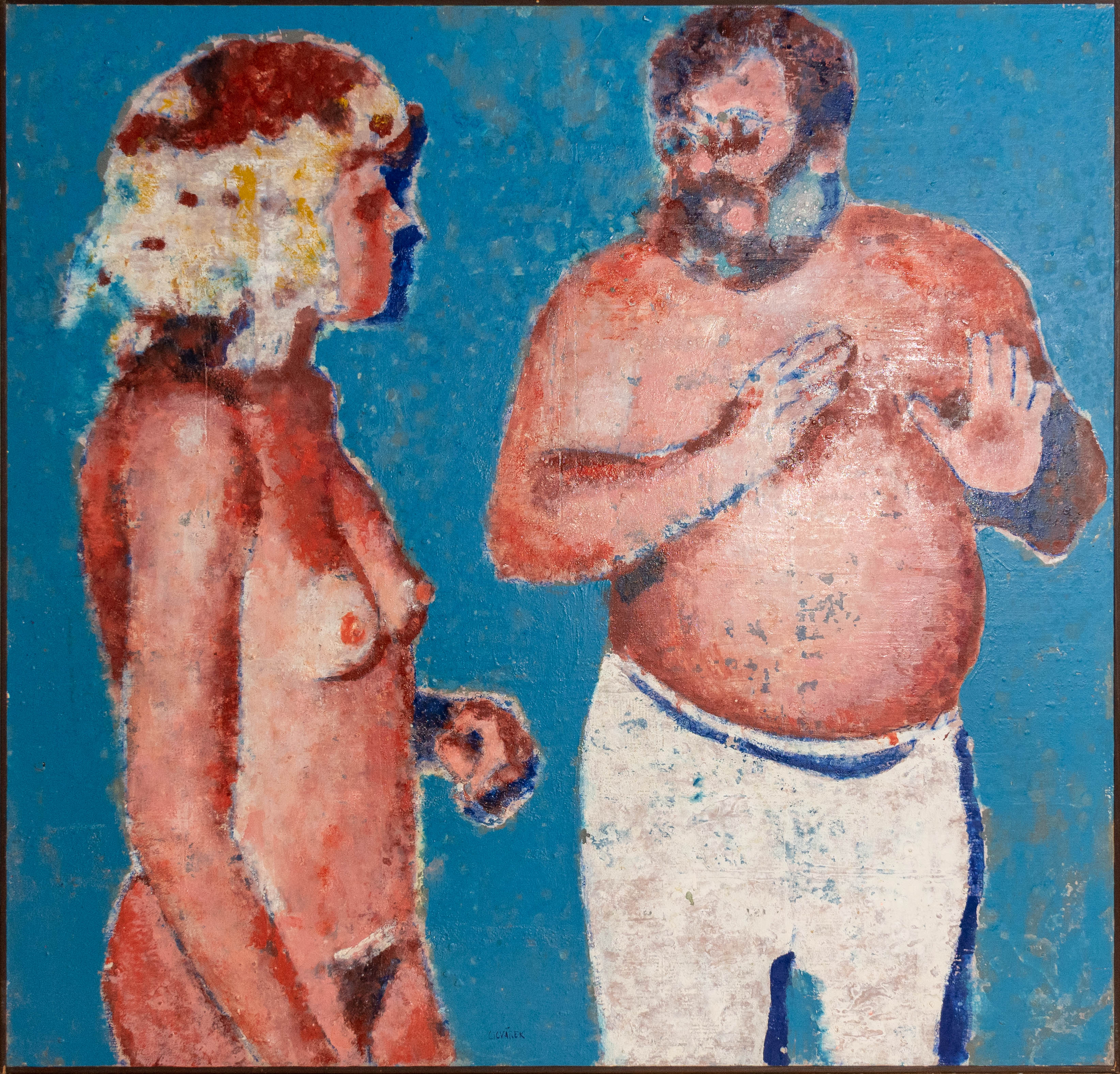
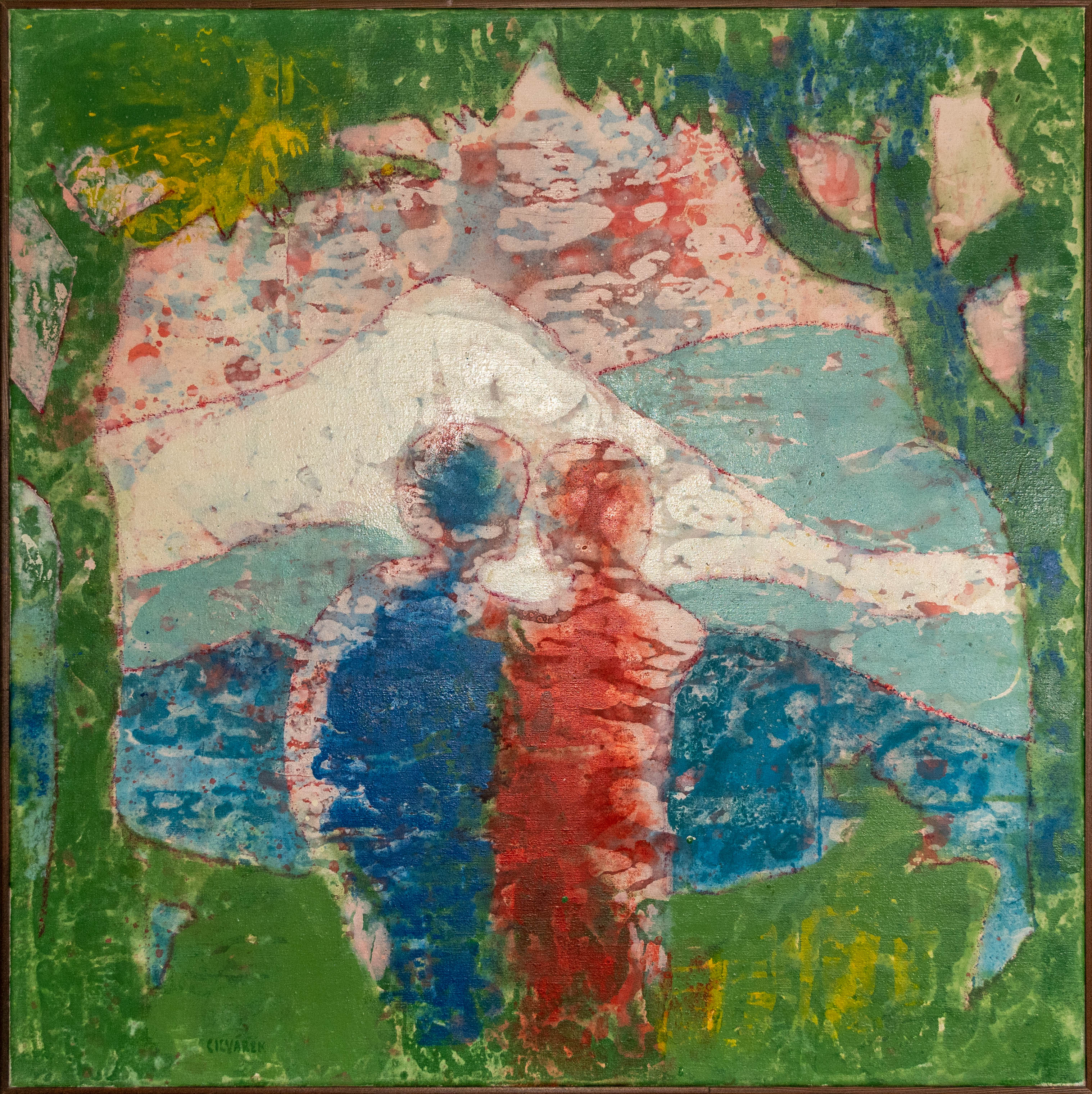
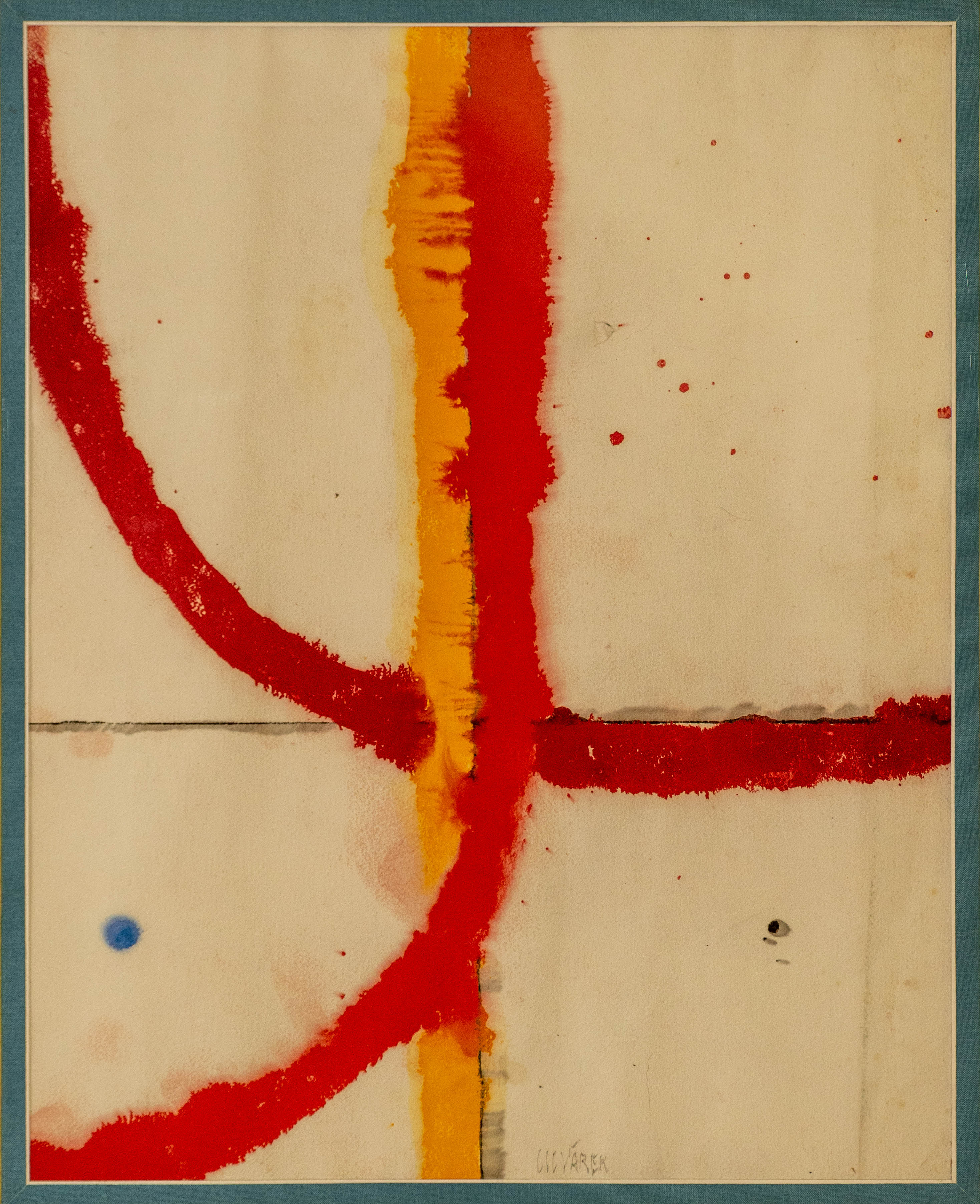
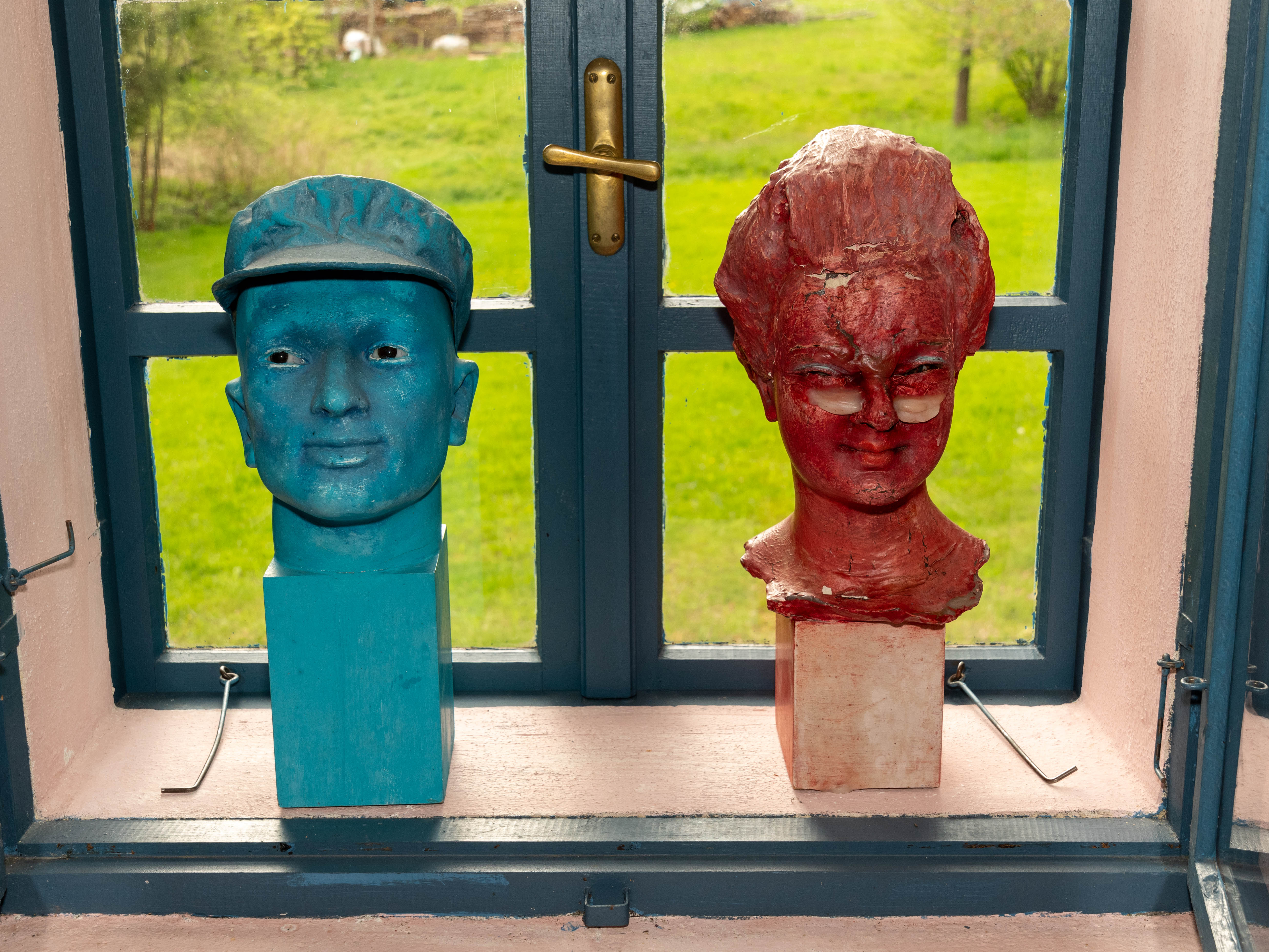
Dělník a kolchoznice